# خون‌ریزی (فیلم ۱۹۷۹)
خون‌ریزی (به انگلیسی: Bloodrage) یک فیلم ترسناک آمریکایی محصول سال ۱۹۷۹ به کارگردانی جوزف زیتو است.